# 安敏錫
安敏錫（：／ An Min-seok，1966年8月13日—），大韓民國自由派政治人物，第17到21屆國會議員。